# Abstencionisme

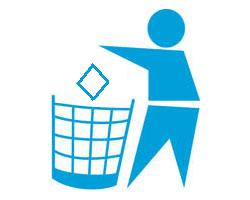
Logotip abstencionista

S'anomena abstencionisme actitud d'abstenir-se sistemàticament de participar en un procés, acció o qüestió, especialment en una elecció. En unes eleccions es considera «abstencionistes» els partidaris de no anar a votar. No hi ha un únic perfil tipus d'abstencionista, que aquest és polièdric i respon a moltes casuístiques.
Normalment es diferencia entre abstencionisme passiu (per desinterès o mandra), l'abstencionisme tècnic quan l'elector no exerceix el seu dret per raons més enllà de la seva voluntat i l'abstencionisme actiu o idiològic, com una opció política. «L'abstenció és també, i sobretot, una de les poques formes que té la ciutadania per rebel·lar-se davant d'uns polítics pels quals no se senten representats ni se senten partícips d'un sistema que els exclou.» El boicot d'eleccions pot ser un mètode de protesta noviolent, quan es considera per exemple, que les partits autoritzats pel règim no representen l'opinió o que l'abstencionisme es considera com un vot per a un partit prohibit. El boicot aleshores és un instrument per fer valer drets civils i polítics.
D'acord amb la legislació de cada país, l'abstenció pot ser legal –cas de l'estat espanyol, andorrà i francès, per exemple– o constituir una falta punible, com ara a molts països d'Amèrica Llatina, Bèlgica o Luxemburg, on el vot és obligatori. Sigui obligatori o no el vot, sempre existeix la possibilitat de votar en blanc si cap de les opcions donades es considera convenient o interessant.
S'ha de diferenciar l'abstencionisme com fenomen sociològic en el cas d'un sufragi i l'abstenció en una votació dicotòmica (sí/no/abstenció) en una assemblea presencial (assemblea general de membres, parlament, consistori…).